# Roberto Campos Neto
Roberto de Oliveira Campos Neto (Rio de Janeiro, 28 de junho de 1969) é um economista brasileiro. Atualmente, exerce os cargos de vice-presidente do conselho de administração e chefe global de políticas públicas do Nubank, função que assumiu em 1.º de julho de 2025. Foi também o 27.º presidente do Banco Central do Brasil, indicado pelo governo de Jair Bolsonaro, exercendo o mandato de 28 de fevereiro de 2019 até 1.º de janeiro de 2025.
Formado em economia pela Universidade da Califórnia (UCLA), trabalhou no mercado financeiro entre 1996 e 2019. É neto do economista Roberto Campos.

## Biografia
Roberto Campos Neto é filho de Roberto de Oliveira Campos Filho e neto do economista Roberto Campos, que comandou o Ministério do Planejamento no governo Castelo Branco (1964–1967) e foi um dos idealizadores do Banco Central e do Banco Nacional de Desenvolvimento Econômico e Social.
Graduou-se em economia pela Universidade da Califórnia (UCLA) em 1993 e concluiu especialização em finanças pela mesma universidade em 1995.
Trabalhou, entre 1996 e 1999, no Banco Bozano, Simonsen, nos cargos de operador de derivativos de juros e câmbio, operador de dívida externa, operador da área de bolsa de valores e também como executivo da área de renda fixa  internacional. Após a compra do Banco Bozano pelo Banco Santander, Campos Neto trabalhou ali de 2000 a 2003 como chefe da área de renda fixa internacional. No ano de 2004, ocupou a posição de gerente de carteiras na claritas investimentos. Em 2005, retornou ao Santander como operador e, no ano seguinte, tornou-se  chefe do setor de trading. Em 2010, passou a ser responsável pela área de tesouraria e formador de mercado regional e internacional, função que exerceu até 2019, quando assumiu a presidência do Banco Central do Brasil.

### Presidência do Banco Central
Em 15 de novembro de 2018, foi anunciado pelo presidente eleito, Jair Bolsonaro, como o próximo presidente do Banco Central do Brasil, substituindo Ilan Goldfajn. Seu nome foi submetido a aprovação no Senado Federal, contando com 55 votos favoráveis e 6 contrários.
Antes de assumir a presidência do BC, Roberto Campos Neto defendeu a autonomia do BC e a modernização do mercado bancário, visando aumentar a concorrência entre os poucos bancos que compõe o setor financeiro do país. Quando questionado sobre o fato de o lucro dos bancos terem-se mantido elevados, mesmo durante a crise econômica de 2014 no país, Campos Neto defendeu que não se pode observar apenas esse fator:

É preciso  ver qual é o lucro em relação ao capital empregado. O retorno dos bancos já foi bem maior, de 19%, 20%, e caiu para 12%. Bancos rendiam a mesma coisa que títulos do governo. Agora a rentabilidade voltou para algo como 15%. Apesar de o lucro ser crescente, a rentabilidade baixou muito.— Roberto Campos Neto, durante sua sabatina no Senado
Em 28 de fevereiro de 2019, Roberto Campos Neto toma posse como Presidente do Banco Central após indicação do presidente Jair Bolsonaro. Durante seu mandato, ocorreu o lançamento do Pix em 20 de novembro de 2020, aderido por estimados cem milhões de brasileiros ao fim de 2022. O Banco Central havia iniciado o processo de criação da plataforma em 2018, quando o órgão era chefiado pelo economista Ilan Goldfajn, durante o governo do ex-presidente Michel Temer.

#### Citação noPandora Papers
No dia 3 de outubro de 2021, Campos Neto foi citado na investigação Pandora Papers, realizada pelo Consórcio Internacional de Jornalistas Investigativos, por ter participação em offshores localizadas em paraísos fiscais. Segundo documentos da investigação, Campos Neto possuía uma offshore no Panamá, fechada no segundo semestre de 2020. O então ministro da Economia, Paulo Guedes, também foi citado na investigação. Embora manter essas empresas não seja uma atividade ilegal, especialistas em direito tributário levantaram a possibilidade de haver conflito de interesses por decisões tomadas por ambos no Conselho Monetário Nacional. Em nota divulgada à época, Campos Neto afirmou ter declarado a totalidade desse patrimônio, pagado “toda a tributação devida” e cumprido “todas as regras legais e comandos éticos aplicáveis aos agentes públicos”.
O caso teve repercussão nacional e deixou agentes do mercado financeiro em alerta. Parlamentares da oposição ao governo de Jair Bolsonaro entraram com ação no Ministério Público Federal solicitando a abertura de investigação e protocolaram pedidos de convocação a Campos Neto e Guedes para que prestem esclarecimentos no Congresso Nacional.
Em 4 de outubro de 2021, a Comissão de Ética Pública confirmou que recebeu de Campos Neto a declaração relativa às empresas no exterior. Em 4 de outubro de 2021, a Procuradoria-Geral da República abriu uma investigação para apurar irregularidades no caso, terminando por arquivar o caso em 1º de dezembro de 2021 por ter concluído que a existência das empresas tinha sido informada e que não haviam sido encontrados indícios de conflito de interesse em sua conduta.

#### Erro na compilação dos dados do fluxo cambial entre 2021 e 2022
Em 27 de janeiro de 2023, o Banco Central anunciou uma revisão extraordinária do mercado de câmbio contratado de outubro de 2021 até dezembro de 2022. Com a revisão, o dado em 2022 passou do ingresso de cerca de US$ 9 bilhões de dólares para a saída de mais de US$ 3 bilhões. O BC atribuiu o erro a uma falha na compilação das estatísticas. O chefe do Departamento de Estatísticas do BC, Fernando Rocha, pediu desculpas pela falha.
No dia 31 de janeiro de 2023, o Ministério Público pediu que o Tribunal de Contas da União (TCU) apurasse o erro. Na representação, o subprocurador-geral Lucas Rocha Furtado afirmou que, apesar de minimizado pelo Banco Central, "o erro em questão foi bilionário, ocorrido em meio a uma acirrada disputa eleitoral e adiciona incertezas e desconfianças ao mercado brasileiro, que já passa por um momento difícil". Antes do pedido do Ministério Público que atua junto ao órgão, os auditores do TCU já analisavam o erro.
No dia 14 de março de 2023, o Senado Federal aprovou um requerimento do senador Alessandro Vieira para convidar Campos Neto a explicar aos parlamentares o erro cometido. No requerimento, o senador afirmou que "não apenas a magnitude expressiva do erro chama a atenção, mas também a duração da falha na compilação de dados, que persistiu, sem ser detectada, de outubro de 2021 a dezembro de 2022". No dia 25 de abril de 2023, Campos Neto compareceu ao Senado Federal, ocasião em que afirmou que se tratou de um erro em um código e declarou que a autoridade monetária adotou medidas para evitar que o erro seja feito novamente, com novas rotinas de revisões e etapas adicionais de checagem.
Em 24 de maio de 2023, o TCU arquivou o processo.

### Resumo de sua carreira
Fonte:
- Operador de Derivativos de Juros e Câmbio (1996), no Banco Bozano, Simonsen (1996)
- Operador de Dívida Externa, no Banco Bozano, Simonsen (1997)
- Operador da área de Bolsa de Valores, no Banco Bozano, Simonsen (1998)
- Executivo da Área de Renda Fixa Internacional, no Banco Bozano, Simonsen (1999)
- Chefe da área de Renda Fixa Internacional no Santander Brasil (2000 a 2003)
- Gerente de Carteiras na Claritas  no Santander Brasil (2004)
- Chefe do Setor de Trading  no Santander Brasil (2006)
- Responsável pela área de Proprietária de Tesouraria e Formador de Mercado Regional & Internacional  no Santander Brasil  (2010)